# QT8
QT8 is een metrostation in de Italiaanse stad Milaan dat werd geopend op 8 november 1975 en wordt bediend door lijn 1 van de metro van Milaan.

## Geschiedenis
In 1947 werd in het kader van de achtste triënnale van Milaan een experimentele woonwijk met veel groen aan de westrand van de stad opgetrokken. De huizen werden gebouwd langs de zuidrand van de Monte Stella, een kunstmatige heuvel die bestaat uit het puin van Milanese gebouwen die tijdens de Tweede Wereldoorlog waren gebombardeerd. De Wijk van de achtste Triënnale (it:Quartiere Triennale Otto), kortweg QT8 moest echter nog bijna dertig jaar wachten op een aansluiting op de metro.

## Ligging en inrichting
Het station ligt onder de rotonde bij de Santa Maria Nascente, de kerk midden in de wijk. Aan de zuidkant staat een hoogbouw flat en verder liggen tussen het station en de renbaan van San Siro eengezinswoningen en prefabflats uit 1948. Ten noordoosten van het station liggen rond de kerk ook eengezinswoningen terwijl langs de noordrand van de wijk eveneens hoogbouw te vinden is, de Monte Stella ligt ten noordwesten van het station. Het station is toegankelijk vanuit een voetgangerstunnel tussen de kerk en de woongebieden ten zuiden van de rotonde. De verdeelhal is ruim opgezet en achter de toegangspoortjes kunnen de reizigers aan de westkant door een glazen wand de sporen en de perrons bekijken. Hoewel de indeling overeenkomt met het standaardontwerp van de Milanese metro is de ruimte rond de perrons niet standaard. Door het dak van de verdeelhal te laten doorlopen boven de perrons is er sprake van een hoge hal met dragende zuilen tussen de sporen. Hierdoor is, in tegenstelling tot de andere metrostations, voor de reizigers zichtbaar hoe de trappen lopen tussen perron en verdeelhal. Vanaf de opening in 1975 tot 12 april 1980 was het station het eindpunt van de westtak van lijn 1. Om metrostellen te kunnen keren ligt tussen de doorgaande sporen naar het westen een kopspoor dat vanaf beide sporen langs de perrons met overloopwissels bereikbaar is.    